# 1. årtusinde
Årtusinder: 1. årtusinde f.Kr. – 1. årtusinde – 2. årtusinde
1. årtusinde omfatter perioden fra år 1 til år 1000, altså det første, andet, tredje, fjerde, femte, sjette, syvende, ottende, niende og tiende århundrede.

## Teknologiske begivenheder
- Stål bliver opfundet i Indien.
- Papir bliver opfundet i Kina.
- Humle bliver tilføjet til øl for første gang.
- Magnetisk kompas bliver opfundet.

## Andre begivenheder
- I Europa udgør Romerriget den store magtfaktor i de først århundrede.
- Kristendommen udbreder sig igennem årtusindet i Europa og omkring Middelhavet. Først forfølges de kristne, men senere indføres kristendommen som religion i Romerriget i begyndelsen af 300-tallet.
- Fra Medina og Mekka udgår Islam og igennem 600 og 700 tallet erobrer muslimer Mellemøsten, Nordafrika og dele af den iberiske halvø.
- I sidste del af årtusindet hærger vikinger i store dele af Europa.